# Maior subsequência comum
O problema da maior subsequência comum(LCS) é sobre achar a maior subsequência em todas as sequências em um conjunto de sequências(normalmente duas). O problema da maior subsequência comum é um clássico da ciência da computação, é a base de programas de comparação de dados como o diff, e tem aplicações em computação linguística e bioinformática. Também é amplamente usado em sistemas de versionamento como Git para mesclar múltiplas mudanças feitas em arquivos.
Por exemplo, considere as sequências {\displaystyle ABCD} e {\displaystyle ACBAD}. Ambos têm 5 subsequências comuns de tamanho 2: {\displaystyle AB}, {\displaystyle AC}, {\displaystyle BD} e {\displaystyle CD}; e 2 subsequências comuns de tamanho 3: {\displaystyle ABD} e {\displaystyle ACD}. Então {\displaystyle ABD} e {\displaystyle ACD} são as maiores subsequências comuns.

## Complexidade
Para os casos gerais de um número arbitrário de sequências, o problema é NP-difícil(veja complexidade de tempo). E quando o número de sequências é constante, pode ser resolvido em tempo polinomial com uso da programação dinâmica.
Dado {\displaystyle N} sequências de tamanho {\displaystyle n_{1},...,n_{N}}, uma pesquisa pode testar cada uma das {\displaystyle 2^{n_{1}}} subsequências da primeira sequência para determinar se é também subsequência das sequências restantes; cada subsequência pode ser testada em tempo linear nos tamanhos das sequências, então o tempo para isso seria: 
{\displaystyle O\left(2^{n_{1}}\sum _{i>1}n_{i}\right)}
Para o caso das 2 sequências de {\displaystyle n} e {\displaystyle m} elementos, o tempo de processamento usando a programação dinâmica seria {\displaystyle O(nm)}. Para um número arbitrário de sequências, a programação dinâmica nos daria a solução em
{\displaystyle O\left(N\prod _{i=1}^{N}n_{i}\right)}
Existem métodos com menor complexidade, que geralmente necessitam do tamanho do LCS, ou tamanho do alfabeto quando não ambos.
O LCS não é necessariamente exclusivo; no pior caso, o número de subsequências comuns é exponencial nos tamanhos das sequências, então a complexidade deve ser pelo menos exponencial.

## Solução para duas sequências
O problema LCS tem uma estrutura ideal: o problema pode ser quebrado em partes menores; problemas mais simples, que podem ser quebrados em menores; e então, a solução se torna trivial. O LCS em particular permite que soluções complexas possam ser quebradas em soluções mais simples e reutilizáveis. Problemas com essas características podem ser abordados com a programação dinâmica, em que as soluções para problemas menores podem ser memorizadas e reutilizadas

### Prefixos
O prefixo {\displaystyle S_{n}} de {\displaystyle S} é definido como os {\displaystyle n} primeiros caracteres de {\displaystyle S}. Por exemplo, os prefixos de {\displaystyle S=AGCA} são:
{\displaystyle S_{0}={\text{nenhum}}}
{\displaystyle S_{1}=A}
{\displaystyle S_{2}=AG}
{\displaystyle S_{3}=AGC}
{\displaystyle S_{4}=AGCA}
Considere que {\displaystyle LCS(X,Y)} seja uma função que compute a maior subsequência comum de {\displaystyle X} e {\displaystyle Y}. Esta função tem duas propriedades muito interessantes.

### Primeira propriedade
{\displaystyle LCS(X{\hat {}}A,Y{\hat {}}A)=LCS(X,Y){\hat {}}A}, para todas as strings {\displaystyle X}, {\displaystyle Y} e todos os símbolos {\displaystyle A}, onde '^' representa a concatenação de strings. Isso permite simplificar o processo de LCS para as duas sequências que terminam com o mesmo símbolo. Por exemplo, LCS("BANANA","ATANA") = LCS("BANAN","ATAN")^A, continuam com o mesmo símbolo comum, LCS("BANANA","ATANA") = LCS("BAN","AT")^"ANA".

### Segunda propriedade
Se {\displaystyle A} e {\displaystyle B} são símbolos distintos ({\displaystyle A\neq {}B}), então {\displaystyle LCS(X{\hat {}}A,Y{\hat {}}B)} é uma das strings de tamanho máximo no conjunto {\displaystyle \{LCS(X{\hat {}}A,Y),LCS(X,Y{\hat {}}B)\}}, para todas as strings {\displaystyle X}, {\displaystyle Y}.
Por exemplo, LCS ("ABCDEFG", "BCDGK") é a sequência mais longa de <mathLCS ("ABCDEFG", "BCDG") e LCS ("ABCDEF", "BCDGK"); se ambos tivessem o mesmo comprimento, um deles poderia ser escolhido arbitrariamente.
Para prosseguir, diferencie os dois casos:
Se LCS ("ABCDEFG", "BCDGK") termina com um "G", então o "K" final não pode estar no LCS, portanto LCS ("ABCDEFG", "BCDGK") = LCS ("ABCDEFG", "BCDG ").
Se LCS ("ABCDEFG", "BCDGK") não terminar com um "G", então o "G" final não pode estar no LCS, portanto, LCS ("ABCDEFG", "BCDGK") = LCS ("ABCDEF", "BCDGK").

### Definição da função
Considere duas sequências definidas da seguinte forma: {\displaystyle X=(x_{1},X_{2},...,X_{m})} e {\displaystyle Y=(Y_{1},Y_{2},...,Y_{n})}. Os prefixos de {\displaystyle X} são {\displaystyle X_{1},X_{2},...,m}; os prefixos de {\displaystyle Y} são {\displaystyle Y_{1},Y_{2},...,n}. Considere que {\displaystyle LCS(X_{i},Y_{j})} represente o conjunto das maiores subsequências comuns dos prefixos {\displaystyle X_{i}} e {\displaystyle Y_{j}}. Esse conjunto de subsequências é dado por:
{\displaystyle {\displaystyle {\mathit {LCS}}(X_{i},Y_{j})={\begin{cases}\emptyset &{\mbox{se }}i=0{\mbox{ ou }}j=0\\{\mathit {LCS}}(X_{i-1},Y_{j-1}){\hat {}}x_{i}&{\mbox{se }}i,j>0{\mbox{ e }}x_{i}=y_{j}\\\operatorname {\max } \{{\mathit {LCS}}(X_{i},Y_{j-1}),{\mathit {LCS}}(X_{i-1},Y_{j})\}&{\mbox{se }}i,j>0{\mbox{ e }}x_{i}\neq y_{j}\end{cases}}}}
Para achar o LCS de {\displaystyle X_{i}} e {\displaystyle Y_{j}}, compare {\displaystyle x_{i}} e {\displaystyle y_{j}}. Se forem iguais, então a sequência {\displaystyle LCS(X_{i-1},Y_{j})} é estendida pelo elemento {\displaystyle x_{i}}. Se não forem iguais, então a mais longa das duas sequências, {\displaystyle LCS(X_{i},Y_{j-1})} e {\displaystyle LCS(X_{i-1},Y_{j})} é retida. (Se forem do mesmo tamanho mas não idênticas, ambas serão retidas)
1. ↑  David Maier (1978). «The Complexity of Some Problems on Subsequences and Supersequences». ACM Press. J. ACM. 25 (2): 322–336. doi:10.1145/322063.322075
2. ↑  
L. Bergroth and H. Hakonen and T. Raita (2000). «A Survey of Longest Common Subsequence Algorithms». IEEE Computer Society. SPIRE. 00: 39–48. ISBN 0-7695-0746-8. doi:10.1109/SPIRE.2000.878178
3. ↑  Xia, Xuhua (2007). Bioinformatics and the Cell: Modern Computational Approaches in Genomics, Proteomics and Transcriptomics. New York: Springer. p. 24. ISBN 978-0-387-71336-6